# Little Norway
Koordinaten: 43° 38′ 5,9″ N, 79° 23′ 57″ W

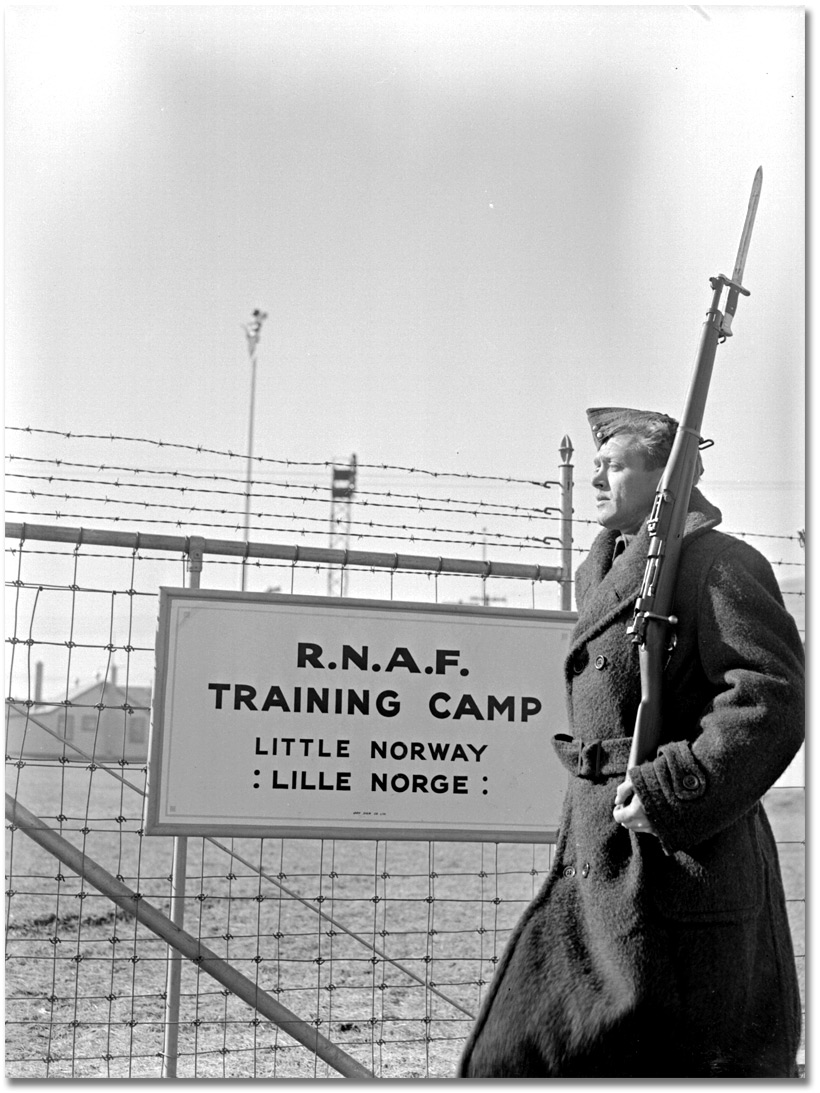
Wache vor Little Norway, 1940.

Little Norway, eigentlich Flyvåpnenes Treningsleir (FTL), intern (Norwegisch) Lille Norge genannt, wurde während des Zweiten Weltkriegs in Kanada von der norwegischen Exilregierung gegründet, um norwegische Rekruten und die Norwegische Exilarmee für den Kriegseinsatz auszubilden. 
Ursprünglich war geplant, die dort ausgebildeten Streitkräfte in Nordnorwegen im Kampf einzusetzen.

## Vorgeschichte
Der Versuch, eine Pilotenschule im norwegischen Alappmoen aufzustellen, war ebenso gescheitert wie der spätere Versuch, Ähnliches in Finnland einzurichten (Staatsräson). Pläne, eine solche Schule in Frankreich zu etablieren, waren mit der Kapitulation Frankreichs ebenfalls hinfällig. Kanada erwies sich als letztlich einzige Möglichkeit, die Idee umzusetzen.

## Kanada
Das Lager wurde im Frühjahr 1940 auf einer der Toronto Islands eingerichtet, offiziell aber erst im November eröffnet, obwohl bereits ab August Fliegerausbildung stattfand. Es wurde im Mai 1942 nach Muskoka, rund 130 km nördlich, verlegt. Kommandiert wurde das Lager von Hjalmar Riiser-Larsen (1940) und Ole Reistad (1941–1945).
Insgesamt wurden in Lille Norge etwa 2.500 norwegische Soldaten ausgebildet: Flieger, Funker und technisches Personal. Das Lager wurde faktisch Ende 1944, offiziell im Februar 1945, aufgelassen, weil die Ausbildung nach Winkleigh, England, verlegt wurde.